# 毛泽东著作选读
1960年中共中央出版《毛泽东著作选读》甲种本和乙种本。1986年，中共中央文献研究室重新编辑出版《毛泽东著作选读》两卷本，选编毛泽东1921年至1965年的著作68篇。且另有《毛泽东著作选读—战士读本》，于1966年由中国人民解放军总政治部翻印，同《毛主席语录》一道分发。文化大革命结束后，于1978年4月在中国人民解放军总政治部要求下，结合甲乙两版选读和已出版《毛泽东选集》五卷共计86篇著作及其节选，出版了红皮塑封一卷本《毛泽东著作选读—战士读本》。1979后，以四卷毛选为基调重新进行著作选读出版，在解放军部队重新分发战士读本，称为白皮卷，内容仅40余篇。